# Hochheimer Hölle

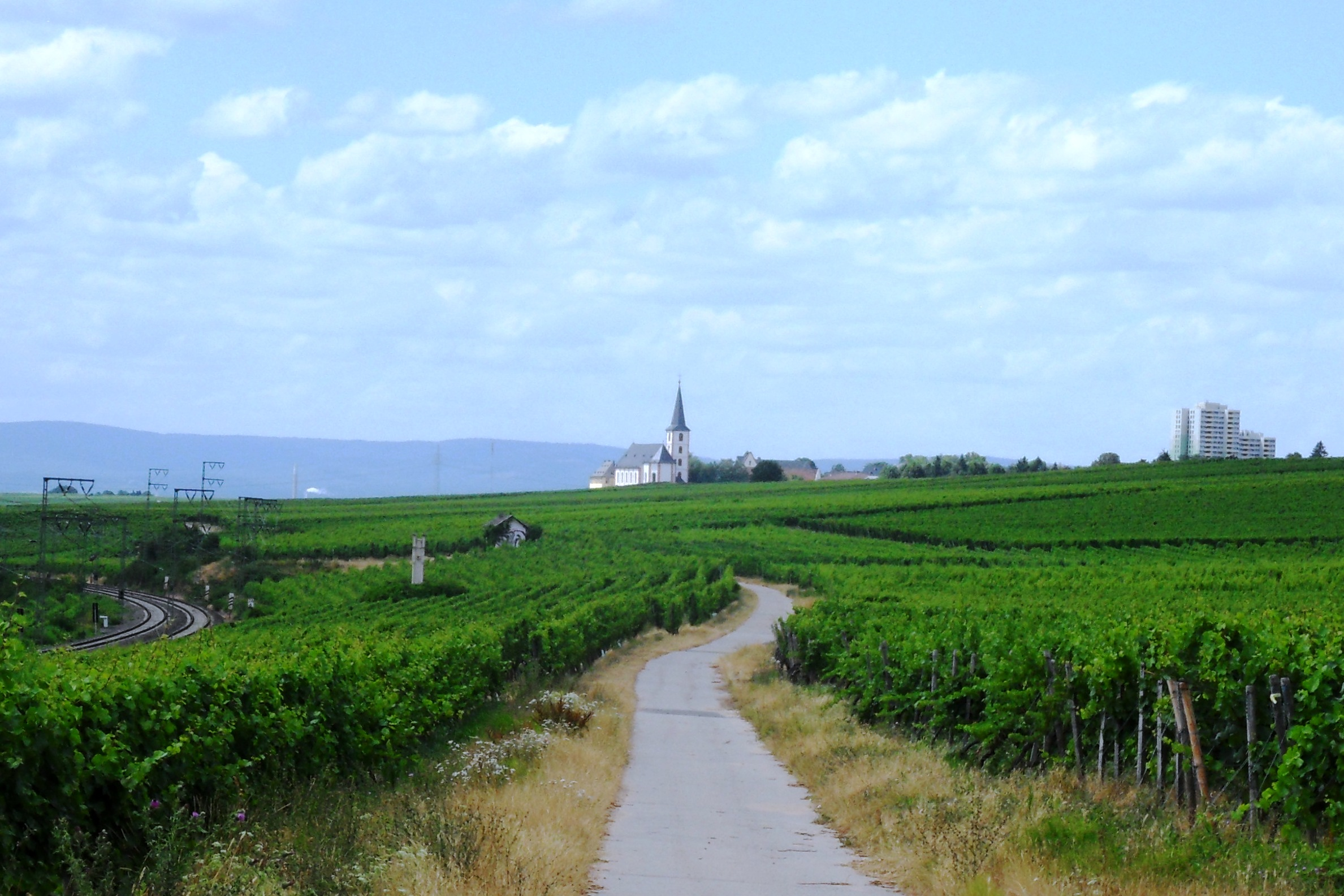
Blick vom Sandweg nach Westen über Weinberge der Stadt Hochheim am Main. Im Vordergrund links der Königin-Viktoria-Berg mit Denkmal, rechts die Einzellage Hofmeister. Der westliche Lagenteil der Hölle beginnt hinter diesen Lagen bei dem Häuschen am Sandweg; der östliche Lagenteil liegt im Rücken des Betrachters

Die Hochheimer Hölle ist eine Rheingauer Weinlage im Gebiet der Stadt Hochheim am Main. Sie gehört zur Großlage Daubhaus im Weinanbaugebiet Rheingau.

## Namensursprung
Den Namen Hölle trifft man in vielen Weinbergsgemarkungen an, er weist auf das mittelalterliche Wort Halde für Abhang hin.

## Weinlage
Die Einzellage Hölle wurde durch das Weingesetz von 1971 geschaffen. Schon vorher war Hölle eine renommierte Lagenbezeichnung Hochheimer Weine. Die ursprüngliche Flurbezeichnung war dabei räumlich viel enger gefasst, aber nicht weinrechtlich geschützt. Sie ging in der neuen weinrechtlich bestimmten Einzellage auf, neben vielen anderen damals gängigen Flurbezeichnungen. Später wurde auch die anfangs (1971) noch eigenständige Einzellage Sommerheil der Hölle zugeschlagen.
Die Rebflächen der Hochheimer Hölle bedecken wie alle Hochheimer Weinlagen Teile der etwa 35 Meter hohen Geländestufe über der Untermainebene am Südrand des Main-Taunus-Vorlandes. Südöstlich der Hochheimer Altstadt gelegen reicht die Hölle vom Mainufer teilweise bis etwa auf halbe Höhe der Geländestufe. Von Westen im Uhrzeigersinn beginnend, ist die Hölle umgeben von den Einzellagen Hochheimer Kirchenstück, Hochheimer Hofmeister und Hochheimer Stein. Die Einzellage Königin Viktoriaberg teilt die Hölle in zwei räumlich getrennte Lagenteile, deren östlicher In der Wandkaut sich entlang der Linie der Taunus-Eisenbahn bis zur Stadtgrenze von Flörsheim am Main hinzieht. Der westliche Teil heißt Goldberg. Die gesamte Weinlage ist 36 Hektar groß und komplett nach Süden ausgerichtet. Bereits im 13. Jahrhundert erwähnt, befand sie sich seinerzeit im Besitz des Kölner Domkapitels und wurde 1273 an das Mainzer Domkapitel verkauft.
Durch die Lage am Fuß der Geländestufe werden die Rebflächen vor kalten Nordwinden geschützt, und durch die Nähe zum Main entsteht ein für den Weinbau optimales Mikroklima, namentlich die Bildung von Kaltluftseen im Frühjahr oder Herbst wird behindert. Der Boden ist sandig bis kiesig und besteht aus Lösslehmen und tertiären Sedimenten, die mit tertiären Mergeln (Tonmergel) durchsetzt sind. Der Tonmergel führt zu einer guten Nährstoffversorgung, die zu hohen Extraktwerten führt. Dadurch schmecken die Weine kräftig, intensiv. Der darüber liegende Lösslehm hat eine gute Wasserhaltekraft und führt zu einer gleichmäßigen Wasserversorgung der Rebe. Dadurch kann der überwiegend bestockte Riesling seine Sorteneigenschaften betonen. Die Weine sind also Frucht- und Säurebetont. Handwerklich gut hergestellte Weine aus dieser Lage haben ein großes Alterungspotential. Durch die große Ausdehnung ist das Terroir der Lage nicht so homogen wie oft vermutet. Der kräftige Charakter der Weine wird jedoch fast immer betont. Meist wird der Wein mit etwas mehr Restsüße belassen, als im als elegant wirkenden Hochheimer Kirchenstück.
In der Hochheimer Hölle liegen Quellhorizonte. Diese entstehen durch zu Tage tretendes Schiebewasser, das im Untergrund vom Taunusvorland zum Main fließt und Quellen entstehen lässt. Zu diesen gehört auch eine gefasste Quelle im Königin-Viktoriaberg.